# 福冈儿童短期大学
福冈儿童短期大学（日语：／ Fukuoka Kodomo Tanki Daigaku *），简称福儿短（Fukukotan），是一所位于日本福冈县太宰府市的私立短期大学。前身是第一保育短期大学（日语：／ Daiichi Hoiku Tanki Daigaku *）。

## 概要

### 简介
- 短期大学为于1975年开办[2][3]、由学校法人都筑育英学园经营[4]。为男女同校[5]从**年。

### 历史
- 1975年 第一保育短期大学成立并同时设置一个学科即幼儿教育科[6]。
- 2008年 改校名为第一保育短期大学、幼儿教育科改名为儿童教育学科[注 1][4]。

### 宪章
- 请参看福冈儿童短期大学的标志 （页面存档备份，存于） （日語） 2014年6月9日阅览。

## 学校环境
- 校区：在福冈县太宰府市

## 历任校长
- 田中胜规：第一代短期大学校长[7]。
- 都筑仁子：现在短期大学校长[6]

## 组织

### 学科
- 儿童教育学科[注 1]

### 专科
| - 没有 |

### 业余课程
| - 没有 |

### 附属学校
- 第一幼儿园[8]
- 京都幼儿园[9]
- 室住幼儿园[10]
- 脊振幼儿园[11]

## 相关链接
- 日本短期大学列表
- 第一幼儿教育短期大学